# Hermann Grüneberg

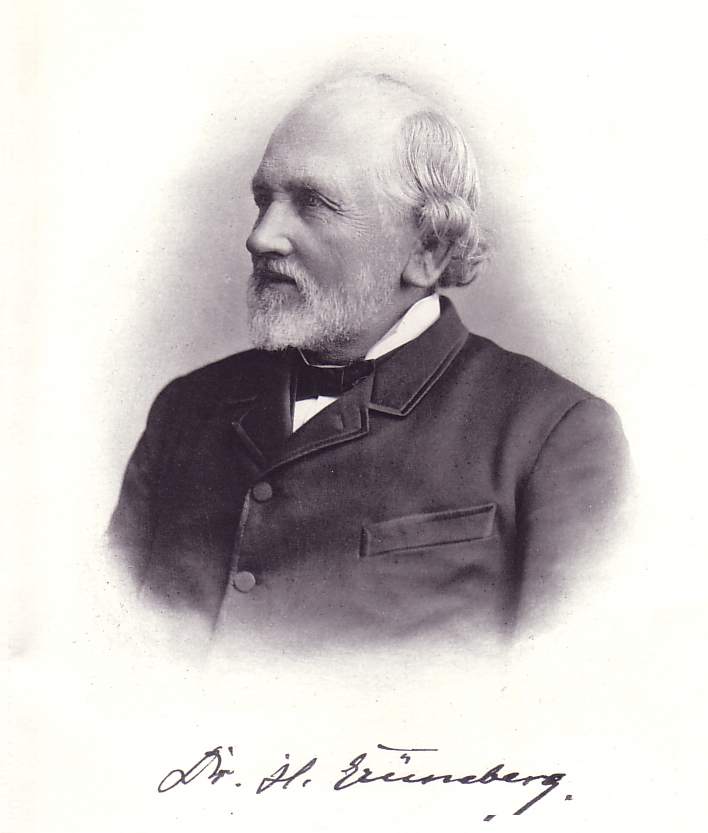
Hermann Grüneberg

Hermann Julius Grüneberg (* 11. April 1827 in Stettin; † 7. Juni 1894 in Köln) war ein deutscher Apotheker, Chemiker und Unternehmer, der als Pionier der deutschen Kaliindustrie und Wegbereiter der mineralischen Düngung in der Landwirtschaft gilt.

## Leben und Werk
Grüneberg war das zweite von sechs Kindern des Orgelbaumeisters August Wilhelm Grüneberg und dessen Frau Caroline Henriette geb. Breslich aus Cammin; einer seiner Brüder war Barnim Grüneberg, der die väterliche Orgelbauwerkstatt fortführte.
Hermann Grüneberg besuchte die Elementarschule an der Johanniskirche und später das Gymnasium und die Friedrich-Wilhelm-Schule in Stettin. Sein Berufsleben begann mit der Ausbildung zum Apotheker und der Lehre in der Apotheke Zum Pelikan in Stettin. In dieser Apotheke – einer der größten des Landes – arbeitete Grüneberg längere Zeit im Laboratorium unter der Leitung des Chemikers G. Garbe.
Nach geleistetem Militärdienst erhielt Grüneberg im September 1850 das königlich preußische Patent auf eine Vorrichtung zur Zuleitung und Vertheilung der zur Bleiweißherstellung erforderlichen Substanzen. Der Aufbau einer Fabrik zur Herstellung von Bleiweiß nach seinem Verfahren in Schweden wurde erfolgreich, so dass er ein ähnliches Werk in Alt-Damm bei Stettin errichtete.
Nach dem Studium in Berlin bei Eilhard Mitscherlich und Gustav Rose, sowie in Paris bei Boussingault und Georges Ville folgten Studienreisen durch Deutschland, in die Schweiz, durch Frankreich, England und Schottland, wobei er Erfahrungen in circa 130 Betrieben sammelte und notierte. 1860 wurde Grüneberg in Leipzig über die Theorie der Bleiweißproduktion promoviert. Durch seine Forschungen und Experimente erzielte er wesentliche Verbesserungen in Qualität und Eigenschaften von Bleiweiß.
Der durch den Krimkrieg ausgelöste Mangel an Salpeter zur Herstellung von Schwarzpulver veranlasste Grüneberg, erstmals künstlichen Kalisalpeter durch Zersetzen von Natronsalpeter mit Pottasche in einer von ihm erbauten großen Anlage in Bredow bei Stettin zu produzieren. Durch seine Erfindung wurde ein Fabrikationszweig in Deutschland eingeführt, der den ausländischen Bengalsalpeter fast gänzlich ersetzte.
Der Chemiker Hermann Grüneberg und der Kaufmann Julius Vorster gründeten am 1. November 1858 die Firma Vorster & Grüneberg in Kalk bei Köln, die sich später als Chemische Fabrik Kalk GmbH zu einem der führenden Großunternehmen der chemischen Industrie Deutschlands entwickelte. Im Februar 1859 begann in Kalk die Produktion von Kalisalpeter nach dem Grünebergschen Verfahren.
Im Mai 1859 begann Grüneberg mit Versuchen zur Darstellung des schwefelsauren Kali aus den Staßfurter resp. Anhaltinischen Abraumsalzen (siehe auch: Salzgewinnung am Staßfurter Sattel). 1861 und 1862 wurden von Vorster & Grüneberg Kalifabriken in Staßfurt und Leopoldshall in Betrieb genommen. Am 30. August 1862 wurde das königlich preußische Patent Nr. IV 8062 erteilt. 1865 wurde erstmals Pottasche nach dem sonst nur zur Sodaerzeugung angewandten Leblanc-Verfahren produziert. Auf den Weltausstellungen in Paris und Philadelphia wurden die Grünebergschen Produkte für ihre besondere Qualität und Reinheit mit Goldmedaillen ausgezeichnet. Auf Ausstellungen in Wien, Harlem, Porto, Chemnitz, Metz, Köln und Stettin erhielt die Firma Silber- und Bronzemedaillen, sowie in London eine Honorable Mention.
In den folgenden Jahren erhielt Grüneberg kaiserliche Patente zur Darstellung von Strontiumcarbonat (1878), von Schönit (1879) und zur Extraktion von Schönit aus Kainit (1882).

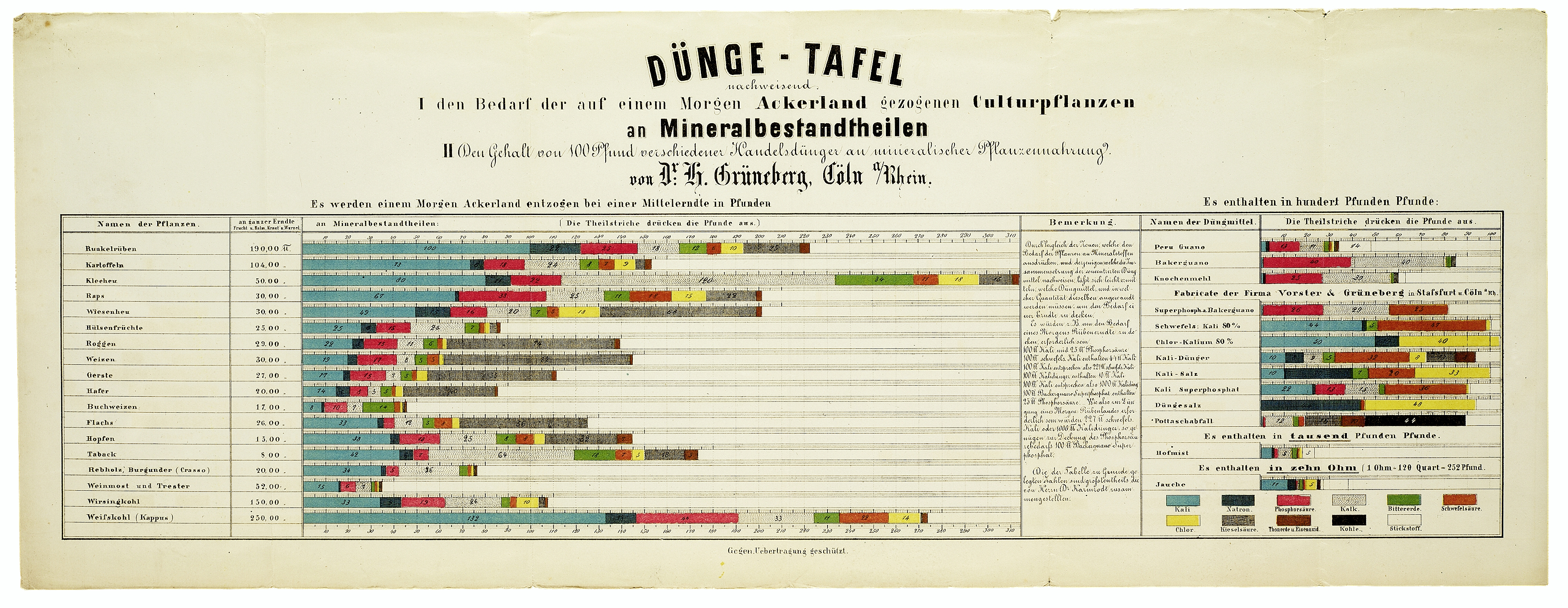
Grünebergsche Düngetafel

Ausgehend von den Erkenntnissen Justus von Liebigs war Hermann Grüneberg maßgeblich an der Einführung der mineralischen Düngung in der Landwirtschaft durch Versuche, Vorträge und Veröffentlichungen beteiligt. Gemeinsam mit den französischen Chemikern Boussingault und Ville führte er erstmals Gefäßversuche für die Düngung ein. Die von ihm herausgegebene Düngetafel wurde für Jahrzehnte ein unentbehrliches Hilfsmittel für die Landwirtschaft.
Grüneberg konstruierte den Grünebergschen Apparat zur kontinuierlichen Destillation von Ammoniak aus bis dahin ungenutzten Quellen – dem bei der Herstellung von Leuchtgas in den Großstädten anfallenden Gaswasser. Der Apparat wurde am 10. Mai 1878 vom Kaiserlichen Patentamt unter der Nr. 5255 patentiert und in circa 100 Anlagen weltweit betrieben. Es folgten Patente für Österreich, Ungarn, Italien, Frankreich, Großbritannien und die USA. Vorster & Grüneberg bauten Ammoniakfabriken in Raderberg, Köln-Nippes, Düsseldorf, Dortmund und Essen. Die größten Anlagen wurden in Leipzig, Hamburg, Moskau und Sankt Petersburg betrieben.
Hermann Grüneberg war Mitglied des Vereins Deutscher Ingenieure (VDI) und Gründungsvorsitzender sowie späteres Ehrenmitglied des Kölner Bezirksvereins des VDI. Gemeinsam mit dem Kölner Unternehmer Eugen Langen gründete er den Westdeutschen Verein für Erfindungsschutz, den späteren Deutschen Patentschutzverein. Er war später Mitbegründer und zweiter Vorsitzender des Deutschen Chemieverbandes. Er war Vorsitzender der Berufsgenossenschaft Sektion IV (Rheinland und Westfalen) und Vertreter der chemischen Industrie im rheinischen Eisenbahnrat.

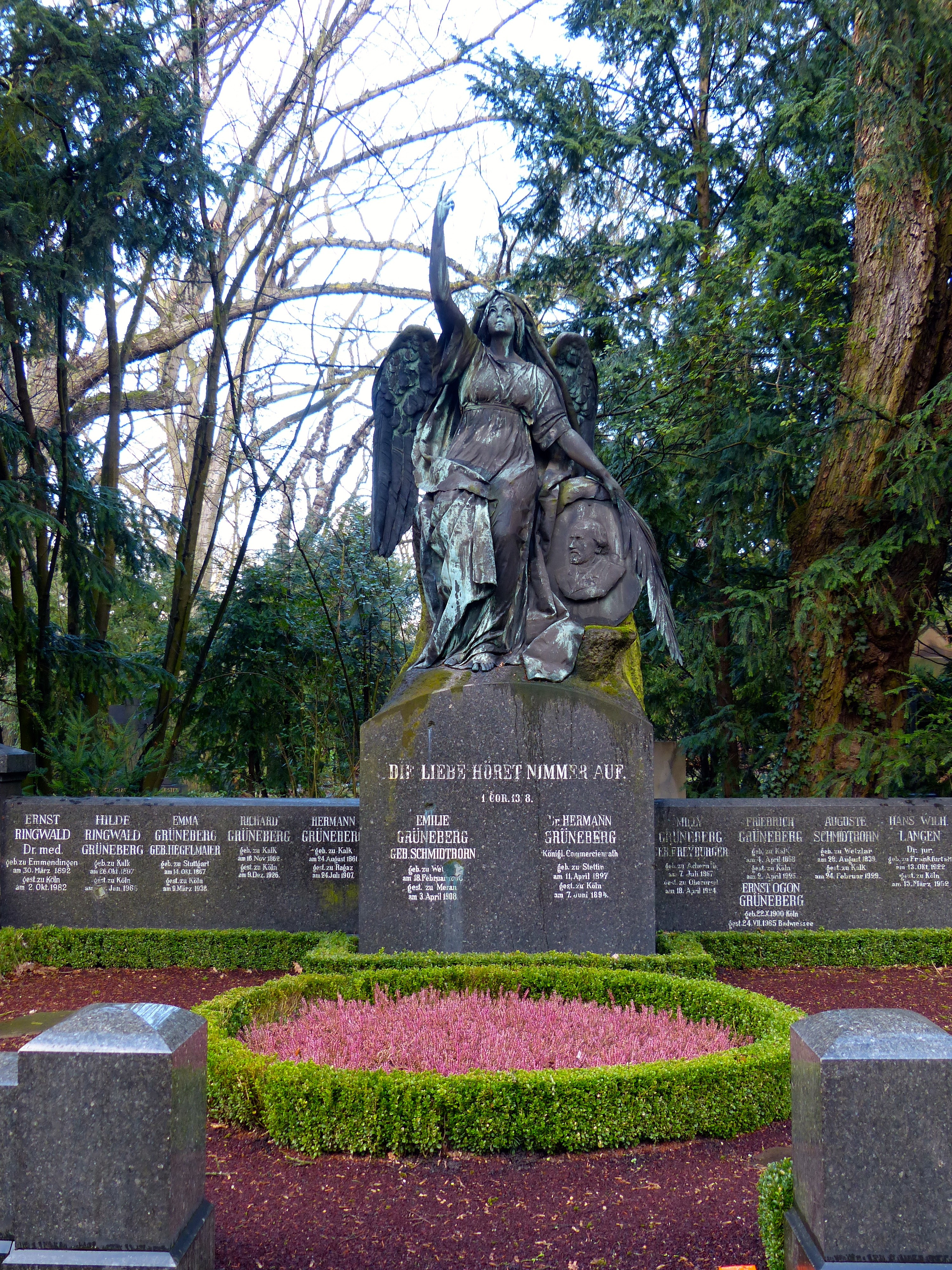
Familiengrab Hermann Julius Grüneberg auf dem Melaten-Friedhof

Ein Jahr nach seiner Ernennung zum Kommerzienrat verstarb Grüneberg und wurde auf dem von dem Berliner Architekten Otto March und dem Bildhauer Robert Toberentz gestalteten Familiengrab in der Mittelallee des Kölner Melaten-Friedhofs beigesetzt. An ihn erinnern die Grüneberg-Schule und die Grünebergstraße in Köln-Kalk sowie eine Marmorbüste von Hugo Lederer im Kölnischen Stadtmuseum.